# تپه کینی نجف
تپه کینی نجف در شهرستان بیجار، بخش مرکزی، دهستان خورخوره، ۵ کیلومتری شرق روستای خورخوره واقع شده و این اثر در تاریخ ۲۷ بهمن ۱۳۸۷ با شمارهٔ ثبت ۲۴۷۹۰ به‌عنوان یکی از آثار ملی ایران به ثبت رسیده است.